# Józef Gosławski
Józef Jan Gosławski là một nhà điêu khắc và nghệ sĩ đúc huy chương Ba Lan. Tác giả của đồng 5 Zloty với hình ảnh người đánh cá, những công trình kỷ niệm: Frédéric Chopin in Żelazowa Wola, huy chương: Năm 1939. Giành được nhiều giải thưởng trong các cuộc thi về nghệ thuật và huy ch ương bạc đánh dấu cho sự thành công đó.

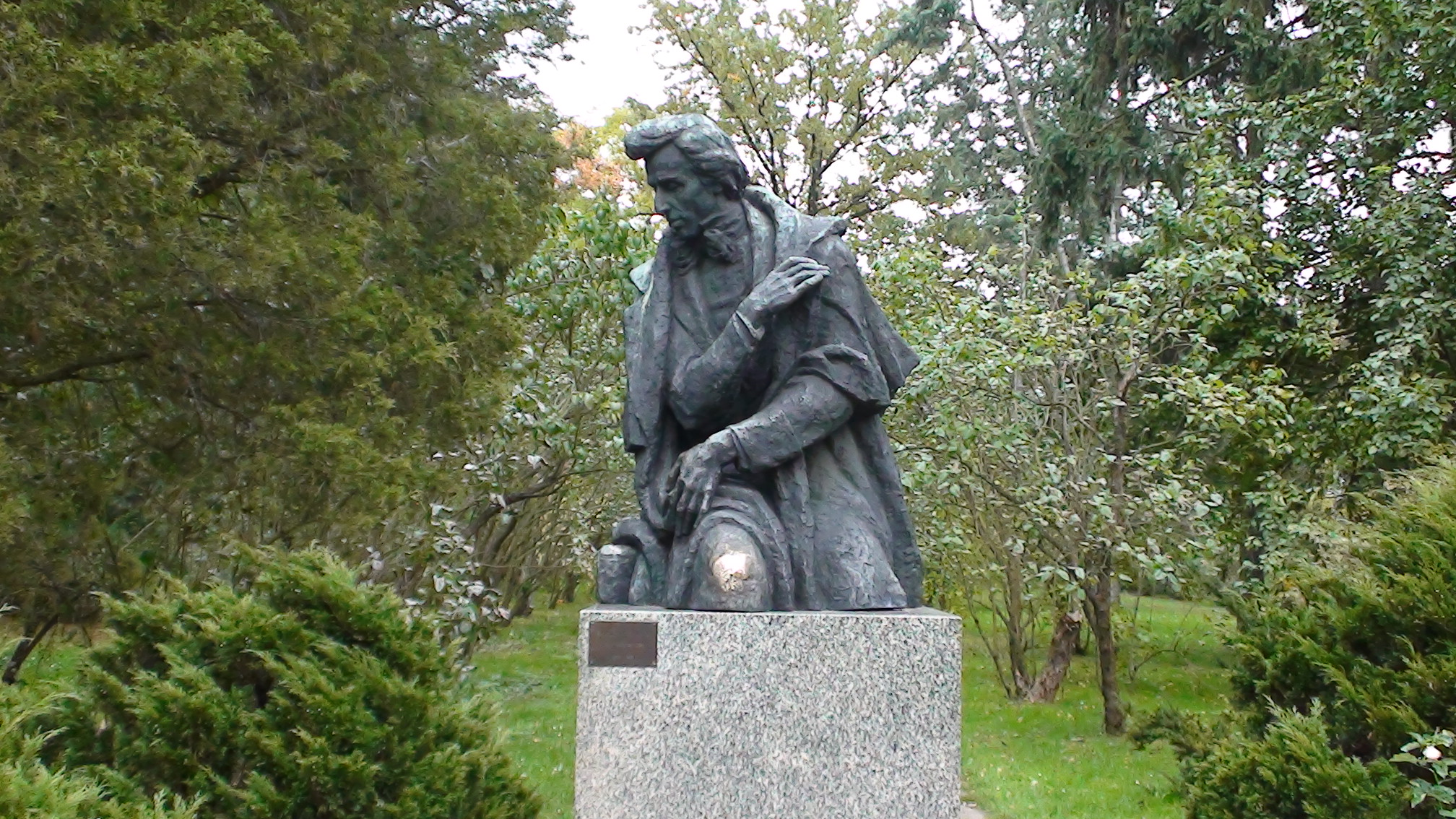
Đài Tưởng niệm của Frédéric Chopin in Żelazowa Wola
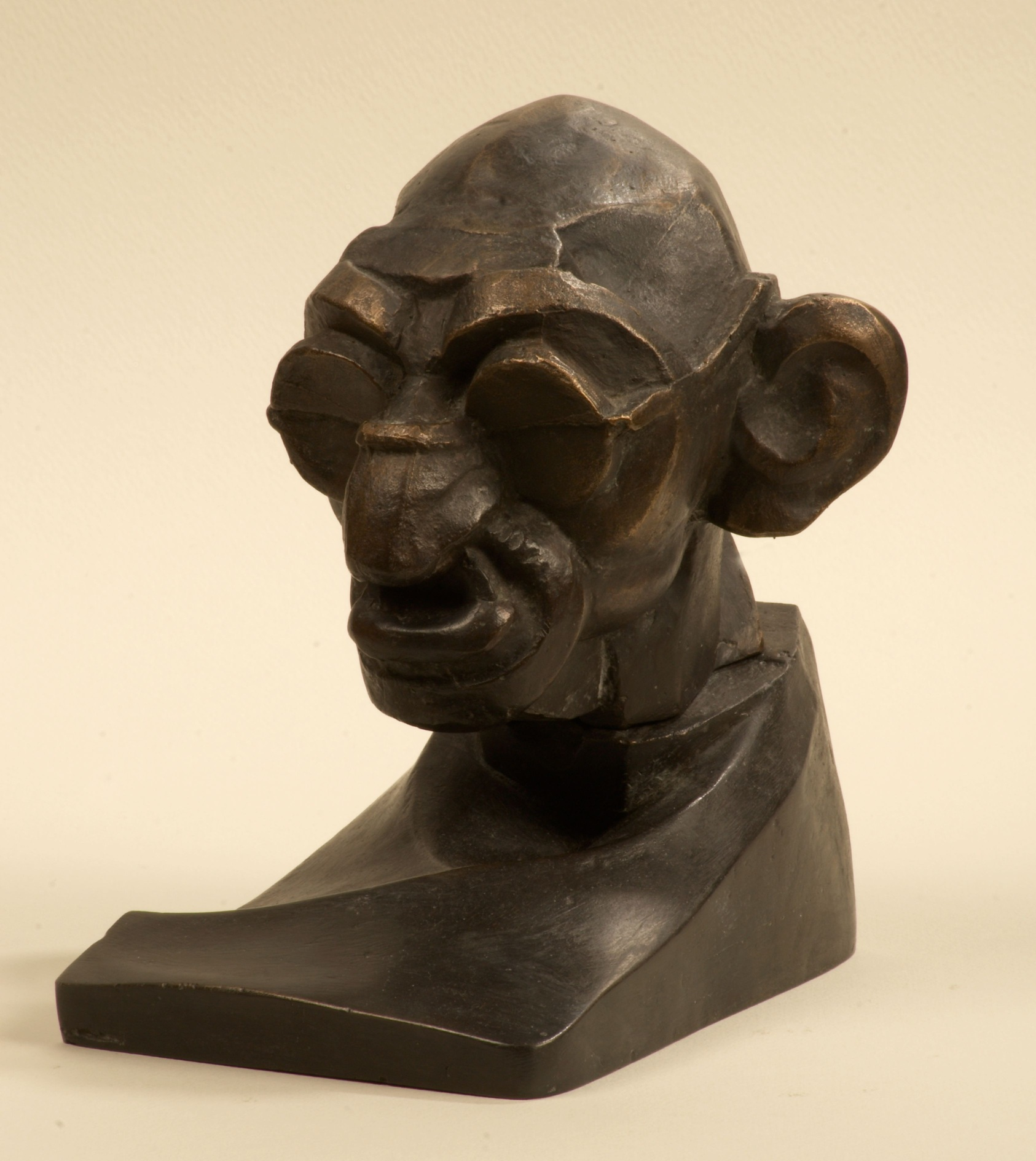
Tranh Biếm Hoạ của Mahatma Gandhi
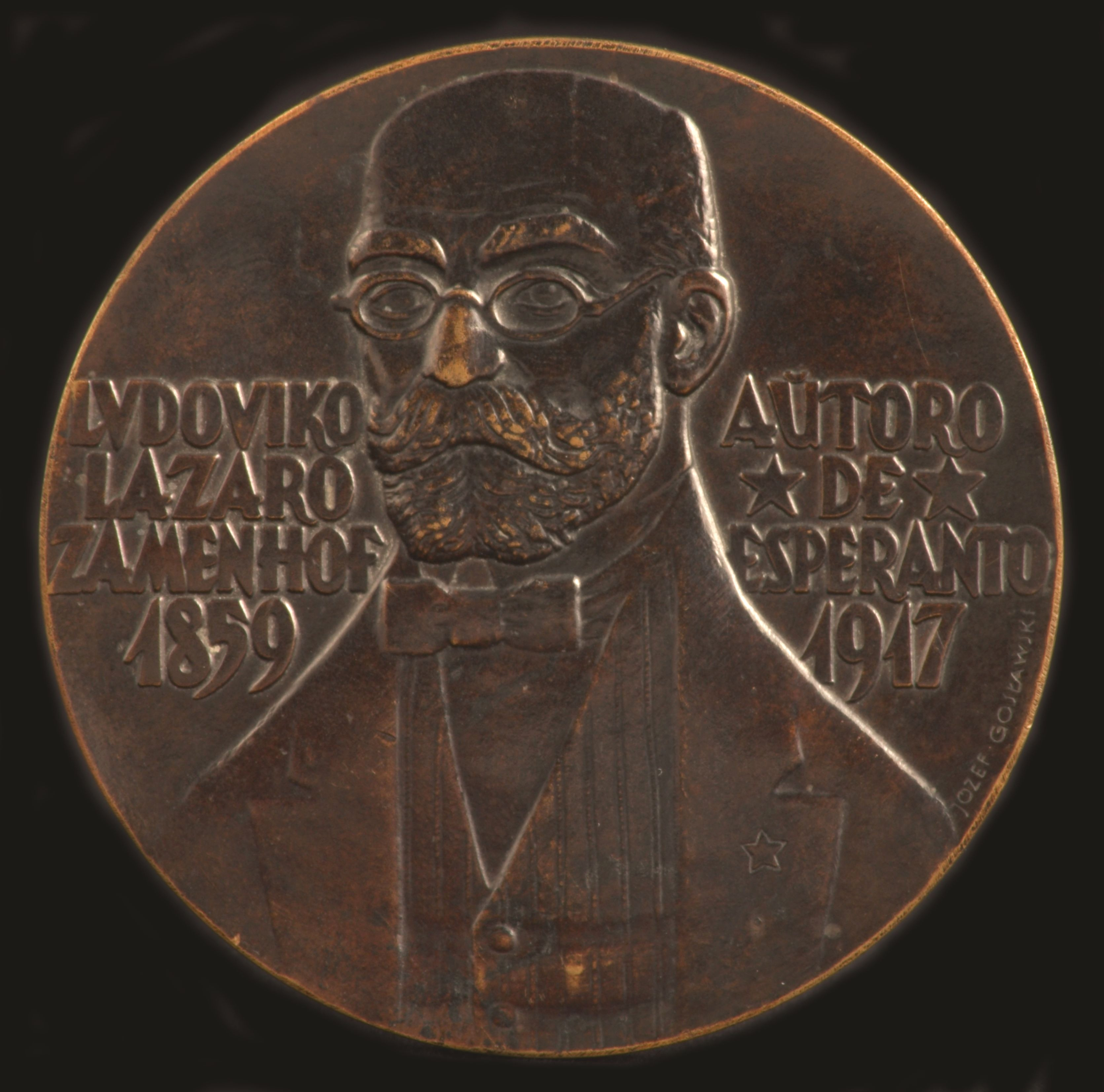
Huân Chương với hình ảnh của Ludwik Lejzer Zamenhof